# Чичилаки

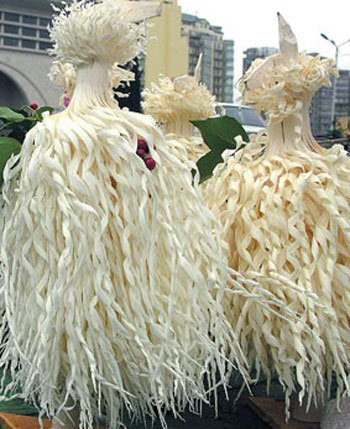
Готовые чичилаки на рынке.

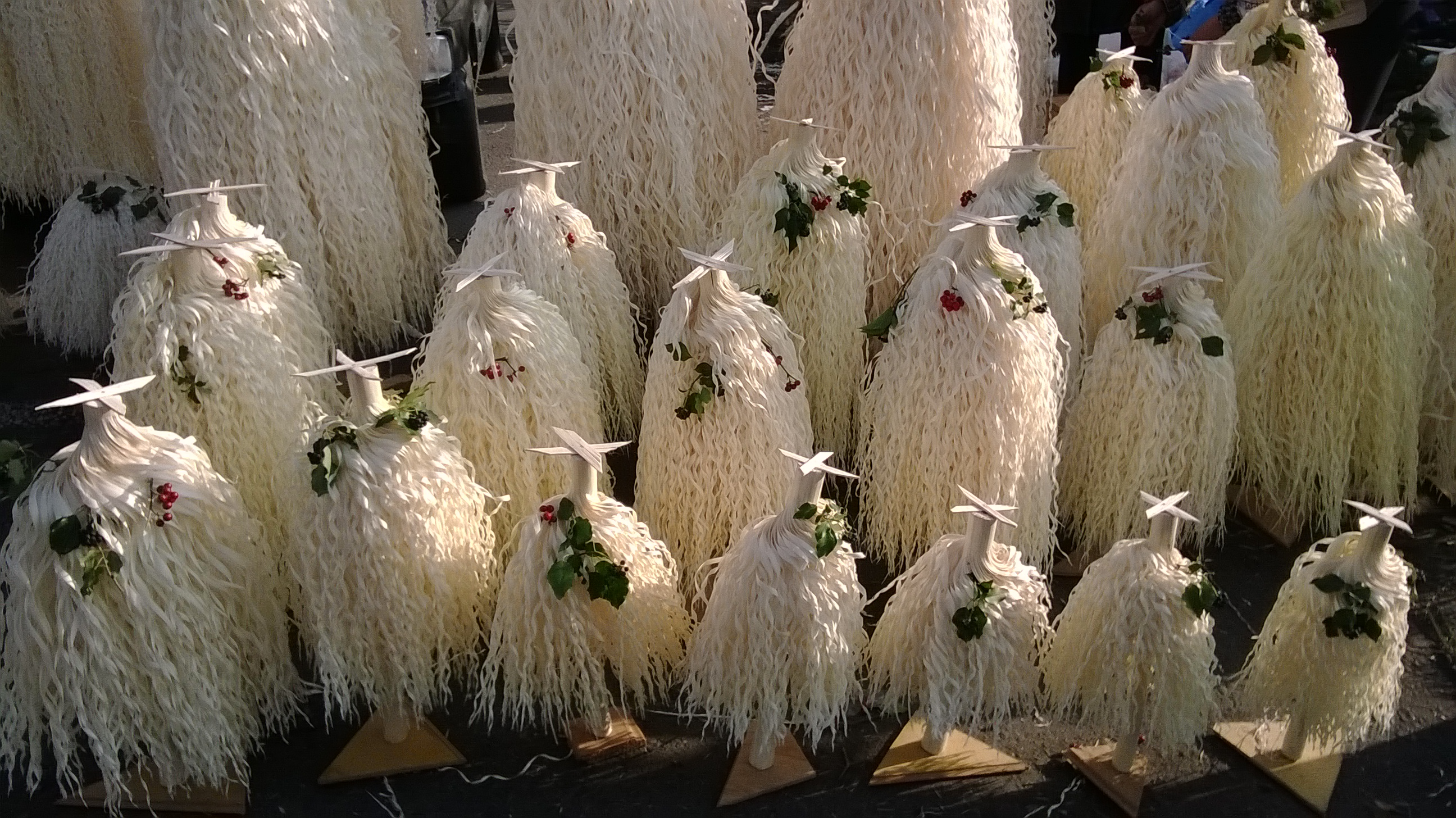
Чичилаки

Чичила́ки (груз. ჩიჩილაკი) — традиционный новогодний символ и украшение в Грузии.

## Характеристика
Традиционный чичилаки изготавливается из прямой ветви орехового дерева, которую последовательно обстругивают с одного конца, оставляя тонкие стружки держаться на другом конце. В результате получается палка с пышной стружечной кроной, которая и является чичилаки. Обычная высота украшения 50—70 сантиметров, его ставят на праздничный стол возле тарелки со сладостями: чурчхелой, козинаки, сухофруктами. Сладости вешают и на сам чичилаки. Также на некоторых вверху делается углубление, в которое кладут украшение из листьев и ягод плюща. По окончании празднеств деревце по традиции сжигают, а пепел развеивают по ветру. С этим дом должны покинуть беды и невзгоды ушедшего года.

## История
Традиция связывает чичилаки с западом Грузии, с регионом Гурия. Специалисты указывают на древность данной традиции, связанной с прослеживаемым во многих культурах культом Мирового древа, символом жизни и плодородия. С принятием христианства произошло переосмысление многих прежних языческих обрядов. В том числе на верхушке чичилаки теперь иногда устанавливают или выстругивают крест, а само украшение ассоциируют с бородой святителя Василия. Праздник этого популярного в Грузии святого по церковному календарю отмечается 1 января, у греков он выступает аналогом Санта-Клауса. Сами гурийцы держат чичилаки в доме до 19 января, а затем переносят в винный погреб, чтобы благодать новогоднего деревца снизошла и на вино.
Обычная высота деревца не превышает одного метра, чтобы его удобно было ставить на стол. В канун 2012 года житель Гурии сделал чичилаки 4 метра высотой. Рекордное по высоте украшение было продано на рынке в Тбилиси.